# 曼加
曼加是巴西米纳斯吉拉斯州的一个市镇。总面积1968.082平方公里，总人口20903人，人口密度10.6人/平方公里。